# 付き馬
付き馬（つきうま）は、古典落語の演目のひとつ。付け馬（つけうま）、早桶屋（はやおけや）とも。主に東京で広く演じられる。

## 概要
原話は1692年（元禄5年）に出版された笑話本『噺かのこ』第四巻「薬屋にて人参を騙りし事」。これは男が弁舌たくみに薬屋で朝鮮人参をだまし取る、という内容だが、落語では吉原遊廓を舞台にした「廓噺」のひとつとして成立した。
「付き馬（付け馬）」とは、遊廓における、料金の不足を徴収するために客の帰宅に同行する店員を指す俗称である。当初は送迎のための馬を引く馬子が、この際の料金回収を担って客の自宅へ行っていたが、横領が後を絶たなかったため、やがて妓楼の従業員が直接担当するようになり、呼称だけが残ったものであるという。
主な演者に8代目三笑亭可楽、5代目古今亭志ん生、5代目春風亭柳朝、7代目立川談志などが知られる。
1940年（昭和15年）9月20日、警視庁は内容が卑俗的で低級であるとして、早桶屋を含む53演目を上演禁止（禁演落語）とした。

## あらすじ
吉原のとある妓楼の前で男が何か考え込んでいる。近くの店の妓夫（ぎゆう＝男性従業員）が気になって声をかけると男は、叔母が金貸しをしていて、自分は代理としてここの店に掛け取り（＝借金の回収）に来たのだが明日まで待ってくれと言われた、家が遠方なので今から帰って明日出直すのはばかばかしい、近くでひと晩を過ごしたいのだがあいにく金を持っていない、と事情を説明した上で、「ひと晩あたしをあんたの店で遊ばせてくれないかな? 明日掛け取りした金で支払いをするから」と持ちかける。帳場が諒承したため男は登楼し、その夜はどんちゃん騒ぎを繰り広げる。
翌朝、妓夫が料金を取りにやって来る。男は妓夫を連れて店を出ると、ことば巧みに妓夫を吉原の外へ連れ出し、銭湯で朝風呂を浴び、飯屋では湯豆腐で酒を飲みながらの朝食を取る。妓夫はそのたびに代金を立て替えさせられる。店を出た後も男はあれこれしゃべりながら男を連れ回す。なかなか金を払ってもらえない妓夫はいらいらを隠せない。
とうとう雷門まで来てしまったところで妓夫が怒り出すと、男は近所にいるおじさんに金を借りて支払いを済ませようと言って田原町まで妓夫を連れてゆき、ちょっと待っていてくれるよう頼んで一軒の早桶屋（＝早桶の注文販売を手がける葬祭業者）に入っていく。
男は店主に向かい、通りの向こうに立っている男の兄貴が死んだので早桶をこしらえてくれと小声で頼み、店主が引き受けると「このおじさんがこしらえてくれるとよ」と妓夫を店に呼び入れた上、「ちょっと用事があるから」と姿を消してしまう。
店主が金を出してくれると思い込んでいる妓夫と、早桶を注文されたと思い込んでいる店主との会話はなかなかかみ合わず、やがて店の職人たちが作った早桶を運んでくる。仰天した妓夫は男にだまされてただで飲み食いされてしまったことに気づく。妓夫の話を聞いた店主は「見抜けねえてめえも間抜けだ」と激怒し、早桶の材料費を置いていけと妓夫に迫る。金はないと妓夫が答えると、店主が職人たちに向かって
「おい、廓内（なか）まで付き馬に行け」